# Litavska Metrika
Litavska Metrika ili Metrika Velike Vojvodine Litve (lat.: Acta Magni Ducatus Lithuaniae, polj.: Metryka Litewska, bjel.: Літоўская Метрыка, ukr.: Литовська метрика, lit.: Lietuvos Metrika) je zbirka povijesnih isprava iz razdoblja od 14. do 18. stoljeća (sustavno održavanih od druge polovine 15. stoljeća) Kancelarijata Velike Vojvodine Litve. Sastojala se od preslika isprava što su ih izdali sami veliki vojvoda, Vijeće Velikoga Vojvodstva ili zasjedanja Skupštine Vojvodstva (polj.: Sejm).
Metrika je sadržavala neke važne isprave, nastale izvan Litve, kao što su izdanja (yarlyci, jedn. yarlyk) krimskih kanova, preslike (bjel.: спісы) diplomatskih isprava Moskovske kneževine, urednički spisi (registri spisa, popisi same Metrike itd.).
Izbor razreda isprava uključenih u Metrici narastao je tijekom razdoblja od druge polovine 15. do 16. stoljeća, a još više u drugom valu koji je obuhvaćao 17. i 18. stoljeće, proširijući se na prijepise diplomatskog dopisivanja, povelja o povlasticama i slobodama, oporukama, presudama, sudskim odlukama, a bilo je i vrsta osobnoga dopisivanja, primjerice onoga koje su primale službene osobe.
Katkad su se vanjske i tematske zbirke, koje nisu bile toliko u svezi s odnosnim ispravama, također smatrale dijelom Metrike („Metriku” se ovdje treba shvaćati kao Državni arhiv). isprave iz Metrike su trebale biti zaštićene na neodređeno vrijeme.
Sukladno tomu, Metrika je postala jezgrom pismohranâ velikoga litavskoga vojvode, a kasnije glavnoga Državnoga arhiva Velikoga Vojvodstva Litve, služeći za bilježničke, sudske i referencijske dužnosti. Bila je izvorom službenih isprava.
Metrika se usporedno razvijala s i prema modelu Poljske krunske Metrike (lat. Metrica Regni Poloniae).
Danas, po procjenama, postoji preko 600 knjiga Litavske Metrike.

## Imena
Riječ metrika je nastala od polj. metryka, kojom se označava pismohranu, koja je opet nastala od lat. matricula, za uredsku matičnu knjigu.
Prva povijesna imena za ovu zbirku povijesnih isprava bila su metrike, knjige metrike, metrika.
Od konca 16. i početka 17. stoljeća, puno službeno ime je bilo Metrika Velikog Vojvodstva Litve, a ono se koristi u znanstvenim radovima. Naziv Litavska Metrika  povremeno se rabio u mjesnim uredskim knjigama (analogno imenu za poljsku Krunsku Metriku). Od polovine 17. stoljeća izraz se ustalio u ispravama Varšavskih arhiva, kasnije u Arhivima Moskve i Petrograda, a u 19. i 20. stoljeću i u ruskoj, poljskoj, bjeloruskoj i litavskoj povijesnoj znanosti. 

Ime Litvanska Metrika do danas se rabi u zapadnim izdanjima Metrike. 
Navedeno je se ime također rabilo i za neke sadašnje arhivske zbirke, uključujući i spise Kancelarijata Velikoga Vojvodstva Litve (zajedno s inim nesrodnim zapisima), osobito u ruskom posjedu.

## Jezici
Prevladavajući jezik u ispravama iz 15. i 16. stoljeća bio je starobjeloruski jezik. Alternativno, prevladavajuća uporaba starobjeloruskoga u Metrici razvukla se do polovine 17. stoljeća. U Zapadnoj su Europi isprave izdavane na latinskom, a povremeno i na njemačkom jeziku. Isprave koje su se odnosile na Katoličku Crkvu također su bile pisane na latinskomu.
Od kasnoga 16. i početka 17. stoljeća broj isprava pisanih na poljskom i latinskom stalno je rastao, sve do potpunoga izbacivanja starobjeloruskoga iz uredske uporabe u Velikom Vojvodstvu Litvi, odnosno, njegove službene zabrane uporabe u javnom životu (1696.). Jezik tekstova u Metrici u 17. i 18. stoljeću je poljski i djelomično latinski.

## Povijest
Državne pismohrane počele su djelovati u 13. stoljeću (Kraljevina Litva). Diplomacija je znatno ojačala pod vlašću Gediminasa. Tijekom raznih ratova, poplava, požara koji su zahvaćali gradove, brojni izvornici službenih isprava bili su izgubljeni. Nekima je bilo nemoguće ući u trag, ako nisu bili očuvani prijepisima. Rastuća potreba za prijepisima svih ovih isprava, kao i rastući broj uredaba, oporuka, sudskih presuda itd. odredilo je razvoj Litavske Metrike.
Metriku se čuvalo u dvorcu na otoku Trakaiu, pod nadzorom rizničara sve do 1511. godine.  Poslije se zapise i knjige prebacilo u Vilnius, gdje ih se čuvalo u zdanju nazivanom kao "Dolnji dvorac". Odgovornost za čuvanje imao je državni kancelar. Do 1569., kad su se pokrajine Podlesje, Volinija, Podolje i Kijev odvojile od Velikoga Vojvodstva Litve i priključile Kraljevini Poljskoj, knjige koje su se ticale ovih pokrajina izdvojene su iz Litavske Metrike i stavljene u Poljsku Metriku. Zbog istrošenosti i dotrajalosti knjige, državni veliki kancelar (lit. Didysis Kancleris, polj. Kanclerz Wielki Litewski), Lew Sapieha naredio je neka se ponovo prepišu 1594. Postupak prepisivanja trajao je sve do 1607. Prijepise starih knjiga ponovno se provjerilo, popisalo i potom odnijelo u odvojenu zgradu u Vilnius, dok su stare knjige ostale u dvorcu u Vilniusu.
Veliki dio Metrike izgubio se za ratova s Moskovskom Kneževinom, a jedan dio odnijele su švedske postrojbe u razdoblju od 1656. do 1657. Nakon Olivskoga sporazuma iz 1660., Šveđani su vratili dosta knjiga koje su bile dijelom Metrike, no dio njih je izgubljen na moru, za vrijeme njihova prijevoza nazad u Litvu.
Metrika je iz Vilniusa odnesena u Varšavu 1765. Knjige su uvezene, katalogizirane i uklopljene u sustav koji je bio u uporabi. Prema ediktu izdanom 1793., Metriku se trebalo prebaciti iz Varšave natrag u Vilnius. Nakon podjele Poljsko-Litavske Unije, Metrika je prebačena u Rusiju kao ratni trofej i držalo ju se u Petrogradu.   Rusija je nekoliko knjiga iz Metrike dala Pruskoj 1799.  Kasnije je Pruska vratila te knjige Varšavskom vojvodstvu 1807. Preostale knjige iz Petrograda popisane su i odnesene u Moskvu. Većina povijesnih knjiga iz ove Metrike čuva se u Rusiji, a samo mali dio njih vraćen je u Litvi i Poljsku.

## Izdanja
Metrika je jedno od najcjenjenijih izvora povijesti Velike Vojvodine Litve. Neki od isprava u Metrici i njihovi dijelovi počeli su se objavljivati pred kraj 18. stoljeća. 
Veće zbirke zapisa počele su se izdavati od tridesetih godina 18. stoljeća. („Kratki prikaz kraljevića Oboljenskog”, altern. „Veleposlanikova knjiga Metrike...”, u tri sveska, s uključenim potankim popisom knjiga iz Metrike autora Anastasijeviča (1817.)). Ostali izdavači spisa iz Metrike bili su Lijenontovič, Prohaska, Beršadskij i ini.v
Ostale bitne publikacije u svezi s tim razdobljem:
- Spisi Litavske metrike (Акты Литовской метрики, т. 1, в. 1 – 2, Варшава, 1896. – 1897.).
- Spisi Zapadne Rusije (Акты Западной России, full name: Акты, относящиеся к истории Западной России, собранные и изданные Археографическою комиссиею. – СПб., 1846. – 1853.).

Sastoji se od oko dvije tisuće službenih isprava (sve one ne pripadaju "čistoj" Metrici), objavljeno u pet svezaka, obuhvaćajući razdoblje od 1340. – 1699. (I: 1340. – 1506., II: 1506. – 1544., III: 1544. – 1587., IV: 1588. – 1632., V: 1633. – 1699.).
- Spisi Južne i Zapadne Rusije (Акты Южной и Западной России, puno ime: Акты, относящиеся к истории Южной и Западной России, собранные и изданные Археографическою комиссиею, т.1-15 – СПб., 1861. – 1892.).

Sastoji se od službenih isprava (sve one ne pripadaju „izvornoj” Metrici), objavljeno u petnaest svezaka, obuhvaćajući razdoblje 1361. – 1678. Tematski, usredotočeno je na 17. stoljeće, na ukrajinske ratove i na ratove Rusije i Poljske-Litve iz 16. i 17. stoljeća. Ne sadrži izvornike na poljskom i latinskom.
- Ruska povijesna knjižnica, V. 20, 27, 30, 33 (Русская историческая библиотека, т. 20, 27, 30, 33, Спб. – П., 1903. – 1915.).
- Spisi Litvansko-ruske države (Акты Литовско-Русского государcтва, в. 1 – т.2, М., 1897. – 1899.).

Sastoji se od isprava, uglavnom iz Metrike, obuhvaćajući razdoblje od 14. do 16. stoljeća; objavio ih je Dovnar-Zapoljski.
- Malinovski. Prikaz materijala u svezi s poviješću plemenitog vijeća Velike Vojvodine Litve. (Малиновский И. Сборник материалов, относящихся к истории панов-рады Великого Княжества Литовского, [ч. 1 – 2], Томск, 1901. – 1912.).

Osamdesetih i devedesetih godina 20. st. krenuo je novi val objavljivanja materijala iz Metrike, ali ovaj put kao međunarodni, zajednički bjelorusko-litavsko-poljsko-ruski projekt.
Metrika je služila kao temelj za radove važnih izučavatelja povijesti Velike Vojvodine Litve, kao što su, primjerice, Ljubavski, Dovnar-Zapoljski, Maksimejka, Lappo, Pičeta, Malinovski, Lawmjanski i ostali.
Znanstveno istraživanje same Metrike započelo je radom Ptaszyckog 1887. godine. Ostali važni izučavatelji Metrike bili su Berežkov, Grimstead, Sułkowska-Kurasiowa, Daukantas i ini.

## Vanjske poveznice
- Izdanja Litavske Metrike  Arhivirana inačica izvorne stranice od 26. lipnja 2006. (Wayback Machine)